# La donnaccia
La donnaccia è un film del 1965 diretto da Silvio Siano.
Co-prodotto tra Italia e Francia (dove uscì con il titolo L'allumeuse), venne girato nel 1963 a Cairano, un piccolo paese dell'Irpinia.

## Trama
Mariarosa Apicella, una bella prostituta, viene rimpatriata con il foglio di via al suo paese d'origine in Meridione. Qui la ragazza suscita da subito molto scalpore: i contadini iniziano a frequentarla fino a quando uno di loro, tra la disapprovazione generale dei suoi compaesani, decide di sposarla.

## Galleria d'immagini

Laura De Marchi nella parte dell'indemoniata
Dominique Boschero in una scena del film